# Arras-i Eustache
Arras-i Eustache (latinul: Eustachius Atrebatensis, franciául: Eustache d'Arras), (? – 1291) latin nyelven író középkori francia teológus és filozófus.
Szent Bonaventura tanítványa volt, kora jelentős ferences-rendi prédikátora. Több Quaestio quodlibetalist írt, illetve kommentárokat szerkesztett Arisztotelész Nikomakhoszi Etikájához és Petrus Lombardus Szenteciáihoz. Tanításában az isteni megvilágosodás fontosságának nézetét képviselte. A testekkel kapcsolatban feltételezte, hogy a lényegadó formák az érzékeken át jutnak az emberi értelemhez, azaz – arisztotelészi terminológiája ellenére – Szent Ágoston véleményéhez hasonló gondolatokat fogalmazott meg.